# Pseudobagrus chryseus
Pseudobagrus chryseus és una espècie de peix de la família dels bàgrids i de l'ordre dels siluriformes.

## Morfologia
Els mascles poden assolir els 45 cm de longitud total

## Distribució geogràfica
Es troba a Kerala (Índia).